# 海航集団
海航集団は中華人民共和国海南省海口市を本拠地とするコングロマリット、2021年にデフォルトし現在は経営再建中である。

## 概要
同集団は2000年に設立され、航空、不動産、金融サービス、観光、物流などを含む多数の産業に関わっている。同集団は大新華航空の一部を所有し、ヒルトン・ワールドワイドの25%を所有しており、ドイツ銀行の株式10%を占める筆頭株主でもあった。
2017年7月に2017年 フォーチュン・グローバル500リストの170番にランクインし、収益は533億3500万ドルであった。世界で最も活発な投資会社の1つで、その名の下に多数の資産を取得しているが、同時に負債増加による経営難も深刻化し、2018年12月期以降は赤字に転落した。
2018年7月3日、共同創業者で会長の王健が、南フランスのプロバンス地方を観光中、事故死した。
2019年以降、香港デモや新型コロナウイルスの流行が本格化した為、前述の負債と合わせ業績が急速に悪化。2020年2月に海南省主導で経営再建を行う事が決定したが2021年1月29日に破綻したと発表された。
2021年12月8日、航空事業を遼寧方大集団実業に譲渡した。

## 関連事項
- 王岐山